# Ulrike Herberg
Ulrike Herberg (* 1963 in Herbede, heute ein Stadtteil von Witten) ist eine deutsche Ärztin und Kinderkardiologin. Seit November 2022 leitet sie die Kinderkardiologie der Uniklinik RWTH Aachen.

## Werdegang
Ulrike Herberg studierte Medizin an der Ruhr-Universität in Bochum, wo sie 1989 auch promovierte. Ihr praktisches Jahr absolvierte sie in London, Ontario (Kanada), Dunidin (Neuseeland) und Ohio (USA). Nach ihrer Rückkehr arbeitete sie als Assistenzärztin am Institut für Klinische Chemie und Laboratoriumsmedizin an der Ruhr-Universität Bochum und in der Kinderheilkunde der Städtischen Kinderklinik Köln. 1990 wechselte sie an das Universitätsklinikum Bonn, wo sie 1995 die Facharztausbildung für Kinder- und Jugendmedizin abschloss. Die Schwerpunktbezeichnung Kinderkardiologie wurde ihr 1999 verliehen. Weitere Zusatzbezeichnungen, die sie erwarb, sind Intensivmedizin, Fachkunde Interventionelle Radiologie und Kardiologie für Erwachsene mit angeborenen Herzfehlern (EMAH).
Ebenfalls in Bonn habilitierte sie sich 2014 mit einer Arbeit zur dreidimensionalen Echokardiographie fetaler und kindlicher Herzen. 1999 wurde sie Oberärztin und stellvertretende Direktorin der Kinderkardiologie. 2020 übernahm sie die Leitung der Sektion Perinatale Kardiologie.
Seit dem 1. November 2022 ist Herberg Direktorin und Lehrstuhlinhaberin der Klinik für Kinderkardiologie an der Uniklinik RWTH Aachen.
Während ihrer Bonner Zeit engagierte sie sich im Senior Mentoring (Medizin), wobei ihr die Vereinbarkeit von Beruf und Familie wichtig waren. Sie selbst hat drei Kinder.

## Mitgliedschaften
- Mitglied des erweiterten Vorstands der Deutschen Gesellschaft für Kinder- und Jugendmedizin e. V. (DGKJ)[5]
- Vizepräsidentin der Deutschen Gesellschaft für Pädiatrische Kardiologie und Angeborene Herzfehler e. V. (DGPK)[6]
- Beirat des Bundesverbands Herzkranke Kinder e. V. (BVHK)[7]
- Mitglied der Deutschen Gesellschaft für Ultraschall in der Medizin (DEGUM)

## Veröffentlichungen (Auswahl)
- Carcinoembryonales Antigen (CEA) und Keratin in Lungentumoren: immunhistochemische Untersuchungen (Dissertation 1989)[8]
- Dreidimensionale Echokardiographie fetaler und kindlicher Herzen: Methodenvalidierung und klinische Anwendung (Habilitationsschrift 2014)[9]

## Auszeichnungen
- 2025: Preis der Münster Heart Center Lecture[10]